# HBD (싱글)
《HBD》는 2023년 12월 9일 발매된 휘영의 두번째 디지털 싱글이다.

## 앨범 소개
SF9 휘영, 한층 성숙해진 감성 담은 두 번째 디지털 싱글 ‘HBD’ 발매
‘감성 솔로 아티스트’ 휘영, 자작곡 ‘HBD’로 건네는 특별한 선물
“Happy birthday to you”.. SF9 휘영표 보컬과 감성으로 추억 어루만질 노래, ‘HBD’
SF9 휘영이 두 번째 디지털 싱글 ‘HBD’로 감성 보컬을 들려준다.
휘영은 꾸준히 자작곡을 선보이며 선명한 음악적 색채를 보여주고 있다. 지난 8월 자작곡인 첫 번째 디지털 싱글 ‘Drive5’를 발매해 보컬과 랩이 적절히 어우러진 노래로 이별의 순간을 속도에 비유해 청춘의 감정을 표현했다면, 4개월 만에 공개한 두 번째 디지털 싱글 ‘HBD’에서는 휘영의 담백하면서도 따뜻한 보컬로 가득 채워 청춘의 성숙한 면모를 그려 낸 음악적 시도가 눈길을 끈다.
살아가며 수많은 만남과 이별을 겪곤 한다. 그중 생일을 알지만 차마 축하를 보내지 못하는 인연도 있을 테다. 시간이 흐른 후 이별한 이의 생일임을 깨달았을 때, 함께해 좋았던 기억들이 떠오르기도 하지만 이제는 상대가 행복한 생일을 보내길 바라는 성숙한 축하의 마음이 ‘HBD’에 담겼다.
휘영이 작사, 작곡에 참여한 두 번째 디지털 싱글 ‘HBD’는 밴드 사운드에 심플한 멜로디를 가미하여 서정적인 가사들로 채워 나간 일상적인 곡이다. 휘영은 리스너들에게 살아가다 보면 가끔 추억에 잠기는 날들이 있을 텐데, 그런 순간들을 회피하기보다는 잠시 푹 빠져들어 보는 건 어떨지 위로와 공감이 담긴 메시지를 건넨다.
그룹 SF9의 래퍼이지만 보컬리스트로서도 훌륭한 음악적 역량을 뽐낸 휘영은 ‘감성 솔로 아티스트’로 자리매김하고 있다. 이번 디지털 싱글 ‘HBD’는 추억과 함께 곱씹게 되는 섬세한 가사와 휘영의 감미로운 목소리로 이별을 겪은 청춘에게 따뜻한 온기를 전하는 선물 같은 노래가 될 것이다.

## HBD
'HBD'는 밴드 사운드에 심플한 멜로디를 가미하여 서정적인 가사들로 채워 나간 일상적인 곡이에요. 살아가다 보면 가끔 추억에 잠기는 날들이 있을 텐데, 그런 순간들을 회피하기보다는 잠시 푹 빠져들어 보는 건 어떨까요?

## 여담
- 2022년 11월 진행한 SF9 LIVE FANTASY DELIGHT 콘서트 때 개인 무대에서 처음 선보였던 곡이다. 콘서트 당시의 가사를 일부 수정해서 발표했다.